# Claude Hugot
Claude Léon André Hugot (* 16. Februar 1929 in Villiers-sur-Marne; † 7. Oktober 1978 in Neuilly-sur-Seine) war ein französischer Schachspieler.
Hugot gehörte Ende der 1940er Jahre und Anfang der 1950er Jahre zu den stärksten französischen Schachspielern. Er gewann 1949 die französische Meisterschaft und nahm mit der französischen Mannschaft an der Schacholympiade 1950 in Dubrovnik teil.
Claude Hugot war Mitglied des Pariser Vereins Caïssa, mit dem er 1949 den französischen Mannschaftspokal Coupe de France gewann. 1959 beendete Hugot seine Schachkarriere aufgrund von Streitigkeiten mit dem französischen Schachverband während der französischen Einzelmeisterschaft.